# Rhipidia (Rhipidia) praesuffusa
Rhipidia (Rhipidia) praesuffusa is een tweevleugelige uit de familie steltmuggen (Limoniidae). De soort komt voor in het Neotropisch gebied.